# 阜陵國
阜陵国，东汉封国之一，存在时间为73年—206年。在今安徽省和县西。
汉明帝永平十六年（73年），淮阳王刘延招奸猾、作图谶，被汉明帝改封阜陵王，分九江郡新设阜陵国。汉章帝建初元年（76年），刘延又和儿子刘鲂造逆谋，被汉章帝禁锢。于是撤销阜陵国，并入九江郡。章和元年（87年）赦免刘延，析九江郡复设阜陵国，共食阜陵、壽春、浚遒、成德、合肥五縣。汉和帝永元元年（89年）十月，刘延去世，其子刘冲嗣位。永元三年（91年）刘冲去世，阜陵国绝继。永元五年（93年）刘鲂嗣位，阜陵国复继。汉冲帝永嘉元年（145年）阜陵王刘代卒，阜陵国绝继。汉桓帝建和元年（147年）立阜陵王刘代兄勃遒亭侯刘便为阜陵王，阜陵国复继。汉献帝建安十一年（206年）撤销阜陵国，其地并入九江郡。